# Inigo Campioni
Inigo Campioni (Viareggio, 14 novembre 1878 – Parma, 24 maggio 1944) è stato un ammiraglio italiano che prestò servizio nella Regia Marina durante la seconda guerra mondiale.

## Carriera militare
Nato a Viareggio nel 1878, Campioni entrò nell'Accademia Navale di Livorno nel 1893, uscendone tre anni dopo con il grado di guardiamarina. Nel 1898 fu promosso sottotenente di vascello, e nel 1905 tenente di vascello; nel 1911-1912 partecipò alla guerra italo-turca a bordo dell'incrociatore corazzato Amalfi.
Durante la prima guerra mondiale fu imbarcato sulle corazzate Conte di Cavour ed Andrea Doria. Promosso capitano di corvetta nel 1916, ricevette il comando del cacciatorpediniere Ardito, col quale scortò numerosi convogli in Adriatico; nel settembre 1917 partecipò ad un combattimento navale in Alto Adriatico in seguito al quale fu decorato con la Medaglia di Bronzo al Valor Militare. Nel dicembre 1918, poco dopo la conclusione del conflitto, fu insignito anche della Croce al merito di guerra.
Nel periodo interbellico fu promosso capitano di fregata nel 1919, comandando l'esploratore Tigre dal 16 agosto 1924 al 22 ottobre 1925 e capitano di vascello nel 1926; prestò servizio come addetto navale all'Ambasciata d'Italia a Parigi e nel 1929 assunse il comando della corazzata Duilio, dal 3 aprile al 24 ottobre. Servì poi come capo di Stato Maggiore della 1ª Squadra Navale dal 25 ottobre 1929 al 9 maggio 1930, e nel periodo 10 maggio 1930 - 16 maggio 1931 comandò l'incrociatore pesante Trento. Promosso contrammiraglio nel 1932 ed ammiraglio di divisione nel 1934, comandò la V Divisione Navale nel periodo 21 settembre 1935 - 21 settembre 1936, durante la guerra d'Etiopia. Nel 1936 fu promosso ammiraglio di squadra, e due anni dopo divenne sottocapo di Stato Maggiore della Marina; Il 15 agosto 1939 assunse il comando della 1ª Squadra Navale, incarico che deteneva alla data dell'ingresso dell'Italia nella seconda guerra mondiale.
Comandò dunque la flotta italiana nei primi sei mesi del conflitto, durante le battaglie di Punta Stilo e Capo Teulada e durante le uscite a contrasto delle operazioni britanniche Hats e White. Contestato per un approccio di combattimento considerato eccessivamente prudente, come nella battaglia di Punta Stilo, il 9 dicembre 1940 fu sostituito al comando della Squadra Navale dall'ammiraglio Angelo Iachino, venendo nuovamente destinato all'incarico di sottocapo di Stato Maggiore della Marina.
A sua parziale discolpa va riportato che Campioni era ben cosciente dell'inferiorità tattica della marina italiana, non dotata di portaerei e con scarsissima coordinazione con l'Aeronautica Militare, che infatti a Punta Stilo bombardò le stesse unità italiane; In seguito, durante la disastrosa notte di Taranto, Campioni chiese che le reti parasiluri non fossero poste troppo vicino per agevolare l'uscita rapida delle unità, ma la scarsità di reti rese questa protezione di fatto insufficiente, fatto parzialmente addebitato all'ammiraglio.

## Governatore del Dodecaneso e la morte
Nel 1939 fu nominato Senatore della XXX legislatura del Regno d'Italia. Successivamente, nel luglio 1941, posto in pensione per limiti di età, venne nominato governatore del Dodecaneso, allora territorio italiano, dove si trovava l'8 settembre 1943. Trovandosi a Rodi, comandò le forze italiane nella breve difesa contro l'invasione tedesca dell'isola, ma l'11 settembre firmò la resa delle proprie truppe dinanzi all'avanzata tedesca e alla minaccia di un bombardamento della Luftwaffe sulla città di Rodi. 
Dopo un periodo di prigionia in Germania, venne consegnato alla Repubblica Sociale Italiana e, in violazione della sua prerogativa di senatore, sottoposto ad un processo farsa (nel cosiddetto Processo degli ammiragli) presso il Tribunale speciale per la sicurezza dello Stato, a Parma, il 22 maggio 1944: il "reato" imputato, alto tradimento, consisteva nell'aver obbedito agli ordini del legittimo governo italiano ed aver difeso Rodi dall'invasione tedesca. 
Condannato a morte mediante fucilazione al petto, anziché alla schiena perché l'accusa fu derubricata a lesione degli interessi dello stato (la sentenza fu influenzata dalla volontà di Mussolini, che voleva puntare il dito contro la Marina come causa principale della disfatta italiana), Campioni venne fucilato il 24 maggio nel poligono di tiro di Parma, insieme al contrammiraglio Luigi Mascherpa. Prima di morire dichiarò che "bisogna saper offrire in qualunque momento la vita al proprio Paese, perché nulla vi è di più alto e più sacro della Patria". Fu decorato alla memoria con la Medaglia d'oro al Valor Militare.
È sepolto al cimitero monumentale di Assisi.